# مجادله گرمایش جهانی
مجادله گرمایش جهانی مباحثهٔ عمومی در این باره است که گرمایش جهانی در حال رخ دادن هست یا نه، چه قدر در زمان مدرن رخ داده، چه چیزهایی را موجب شده، اثراتش چه خواهد بود، این که آیا برای کاهش آن باید اقدامی کرد، و این که اگر چنین است آن اقدام چه باید باشد. در انتشارات علمی، اجماعی قوی وجود دارد که دمای جهانی در دهه‌های اخیر زیاد شده‌اند و این که این روند به طور عمده توسط انتشار گازهای گلخانه‌ای به دست انسان رخ داده است. هیچ جامعه علمی ملی یا بین‌المللی‌ای با این نظر مخالفتی ندارد، گرچه اندک سازمان‌های جهانی هستند که موضعی تایید کننده در این خصوص ندارند.
مناقشه در خصوص واقعیت‌های کلیدی علمی گرمایش جهانی امروزه بیشتر در رسانه‌های مردمی تا انتشارات علمی، که این مسائل در آنجا حل شده تلقی می‌شود و در آمریکا تا سایر نقاط جهان رایج است.